# Messerschmitt Bf 161
Messerschmitt Bf 161 là một loại máy bay trinh sát của Đức quốc xã.

## Tính năng kỹ chiến thuật (Bf 161 V1)
Đặc điểm tổng quát
- Kíp lái: 3
- Chiều dài: 12.85 m (42 ft 2 in)
- Sải cánh: 16.69 m (54 ft 9 in)
- Chiều cao: 3.64 m (11 ft 11 in)
- Diện tích cánh: 38.5 m2 (414 ft2)
- Trọng lượng rỗng: 4.890 kg (10.781 lb)
- Powerplant: 2 × Junkers Jumo 210G, 730 kW (979 hp) mỗi chiêc

Hiệu suất bay
- Vận tốc cực đại: 440 km/h (274 mph)
- Trần bay: 8.100 m (26.568 ft)